# 高氯酸鋰
高氯酸鋰是一種無機化合物，屬於高氯酸鹽，其化學式為{\displaystyle {\ce {LiClO4}}}。高氯酸鋰是白色或無色結晶鹽，溶解度高，易溶解在許多溶劑中。

## 用途
高氯酸鋰可以用于制备氧气，約400 ℃時會分解，產生氯化鋰和氧氣，後者佔原质量的60％。该反应方程式为：
{\displaystyle {\ce {LiClO4 -> LiCl + 2O2}}}↑
除了高氯酸铍（昂贵且具有剧毒）以外，高氯酸鋰是氧元素质量分数和体积分数最高的高氯酸盐，因此常用于航空航天领域上。
高氯酸鋰在許多有機溶劑中溶解度很高，如乙醚。该种溶液在狄耳士－阿德爾反應反应中利用锂离子作为路易斯酸与反应物结合，從而加快反应。
高氯酸鋰亦可作为惰性電解質，用于鋰電池中。
高氯酸鋰（4.5 mol·L-1）还可以作为离散剂使蛋白質變性。
高氯酸鋰還被用作α,β-不饱和羰基与醛偶联的助催化剂，该反应被稱為 Baylis - Hillman反應

## 制備
高氯酸鋰可由高氯酸鈉與氯化鋰通过复分解反应制得，可利用溶解度差异分离出氯化钠沉淀物和高氯酸锂溶液。其反应方程式如下：
{\displaystyle {\ce {NaClO4 + LiCl -> LiClO4 + NaCl}}}↓
高氯酸鋰也可以在20 ℃下以200 mA·cm-2的电流密度電解氯酸鋰溶液制得。

## 安全性
高氯酸鋰與有機化合物混合時可能发生爆炸，因此使用時需特别小心。